# 음력 6월 8일
음력 6월 8일은 음력 6월의 8번째 날이다.

## 사건
- 1388년 - 고려 우왕 14년, 우왕이 폐위되어 영비와 함께 강화로 떠나다.
- 1421년 - 조선 세종 3년, 흙비가 내리고 자욱하게 어둡다.
- 1526년 - 조선 중종 21년, 경상도 경주(慶州)·동래(東萊)·의령(宜寧)·함양(咸陽)·영천(永川)·울산(蔚山)·신녕(新寧)·연일(延日)에서 전염병으로 223명이 죽다.
- 1606년 - 조선 선조 39년, 성균관 벽서 사건이 일어나다.
- 1618년 - 조선 광해군 10년, 서북변 위기에 대한 소문으로 도성 민심이 흉흉해지다.
- 1742년 - 조선 영조 18년, 가뭄이 들어 세 번째 기우제를 지내다.
- 1993년 - 아시아나항공 733편 추락 사고로 68명의 사망자가 발생.

## 문화
- 2014년 - 대한민국 펜싱 대표팀이 수원에서 열린 아시아 펜싱 선수권 대회에서 세계 최초 개인전 전 종목 금메달을 차지하였다.

## 탄생
- 1970년 - 대한민국의 배우 이철민.
- 1985년 - 대한민국의 배우 박하나.
- 1990년
  - 대한민국의 배우 신세경.
  - 대한민국의 성우 김지율.
- 2009년 - 대한민국의 유튜버  (현실남매) 아토.

## 사망
- 1689년 - 조선의 문신 송시열.
- 1720년 - 조선 제19대 국왕 조선 숙종.

## 같이 보기
- 음력 360일: 1월 2월 3월 4월 5월 6월 7월 8월 9월 10월 11월 12월
- 전날:6월 7일 다음날:6월 9일 - 전달:5월 8일 다음달:7월 8일
- 양력:6월 8일
- 음력, 윤달